# Mistrzostwa Europy w Łucznictwie 1992
12. Mistrzostwa Europy w łucznictwie odbyły się w dniach 22 - 27 czerwca 1992 w Valletcie na Malcie. 
Polska wywalczyła jeden medal - na najniższym stopniu podium stanęła Joanna Nowicka.

## Medaliści

### Strzelanie z łuku klasycznego
| Konkurencja:           | Złoto:                                                           | Srebro:                                                       | Brąz:                                                              |
| indywidualnie kobiet   | Chatuna Kwriwiszwili                                             | Alison Williamson                                             | Joanna Nowicka                                                     |
| indywidualnie mężczyzn | Sébastien Flute                                                  | Stanisław Zabrodzki                                           | Jari Lipponen                                                      |
| drużynowo kobiet       | WNP · Chatuna Kwriwiszwili · Ludmiła Arżannikowa · Badmacerenowa | Szwecja · Lise-Lotte Djerf · Kristina Persson · Jenny Sjöwall | Węgry · Tímea Kiss · Judit Kovács · Marina Szendey                 |
| drużynowo mężczyzn     | WNP · Dimitrij Sizow · Stanisław Zabrodzki · Władimir Jeszejew   | Francja · Sébastien Flute · Bruno Felipe · Michaël Taupin     | Dania · Ole Gammelgaard Nielsen · Jan Rytter · Henrik Kromann Toft |

## Klasyfikacja medalowa
| Lp. | Państwo         | Złoto | Srebro | Brąz | Razem |
| 1.  | WNP             | 3     | 0      | 0    | 3     |
| 2.  | Francja         | 1     | 1      | 0    | 2     |
| 3.  | Szwecja         | 0     | 1      | 0    | 1     |
| 3.  | Ukraina         | 0     | 1      | 0    | 1     |
| 3.  | Wielka Brytania | 0     | 1      | 0    | 1     |
| 6.  | Dania           | 0     | 0      | 1    | 1     |
| 6.  | Finlandia       | 0     | 0      | 1    | 1     |
| 6.  | Polska          | 0     | 0      | 1    | 1     |
| 6.  | Węgry           | 0     | 0      | 1    | 1     |